# Schleswig (Iowa)
Schleswig és una població dels Estats Units a l'estat d'Iowa. Segons el cens del 2000 tenia 833 habitants.

## Demografia
Segons el cens del 2000, Schleswig tenia 833 habitants, 368 habitatges, i 248 famílies. La densitat de població era de 245,5 habitants/km².
Dels 368 habitatges en un 25% hi vivien nens de menys de 18 anys, en un 58,7% hi vivien parelles casades, en un 6% dones solteres, i en un 32,6% no eren unitats familiars. En el 31,5% dels habitatges hi vivien persones soles el 22% de les quals corresponia a persones de 65 anys o més que vivien soles. El nombre mitjà de persones vivint en cada habitatge era de 2,26 i el nombre mitjà de persones que vivien en cada família era de 2,79.
Per edats la població es repartia de la següent manera: un 23,6% tenia menys de 18 anys, un 3,7% entre 18 i 24, un 23% entre 25 i 44, un 21,4% de 45 a 60 i un 28,2% 65 anys o més.
L'edat mediana era de 45 anys. Per cada 100 dones de 18 o més anys hi havia 88,7 homes.
La renda mediana per habitatge era de 31.328 $ i la renda mediana per família de 39.000 $. Els homes tenien una renda mediana de 30.429 $ mentre que les dones 17.438 $. La renda per capita de la població era de 15.805 $. Entorn del 3,3% de les famílies i el 4,2% de la població estaven per davall del llindar de pobresa.

## Poblacions més properes
El següent diagrama mostra les poblacions més properes.